# Джон Оливас
Джон Даниел „Дани“ Оливас (на английски: John Daniel 'Danny' Olivas) е американски инженер и астронавт от НАСА, участник в 2 космически полета.

## Образование
Джон Оливас завършва колежа Burges High School в Ел Пасо, Тексас през 1985 г. През 1989 г. получава бакалавърска степен по инженерна механика от университета на Тексас. През 1993 г. става магистър по същата специалност в университета на Хюстън, Тексас. През 1996 г. защитава докторат по инженерна механика и материалознание в Университета „Райс“, Хюстън, Тексас.

## Служба в НАСА
Джон Оливас е избран за астронавт от НАСА на 4 юни 1998 г., Астронавтска група №17. От 1999 до 2002 г. преминава допълнителен курс на обучение по работа с роботизираната ръка на космическата совалка. След това до 2005 г. се обучава за работа в открития космос. Взема участие в два космически полета и има 668 часа в космоса. В актива си има 5 космически разходки с обща продължителност 34 часа и 28 минути.

### Полети
| Космически полети на Джон Даниел „Дани“ Оливас                 | Космически полети на Джон Даниел „Дани“ Оливас | Космически полети на Джон Даниел „Дани“ Оливас | Космически полети на Джон Даниел „Дани“ Оливас | Космически полети на Джон Даниел „Дани“ Оливас | Космически полети на Джон Даниел „Дани“ Оливас | Космически полети на Джон Даниел „Дани“ Оливас |
| №                                                              | Дата                                           | КК                                             | Емблема на мисията                             | Функции                                        | Продължителност                                |                                                |
| -------------------------------------------------------------- | ---------------------------------------------- | ---------------------------------------------- | ---------------------------------------------- | ---------------------------------------------- | ---------------------------------------------- | ---------------------------------------------- |
| 1                                                              | 8 юни 2007                                     | „Атлантис“, мисия STS-117                      |                                                | Специалист на мисията                          | 13 денонощия 20 часа 12 мин. 44 сек.           |                                                |
| 2                                                              | 28 август 2009                                 | „Дискавъри“, мисия STS-128                     |                                                | Специалист на мисията                          | 13 денонощия 20 часа 54 мин. 55 сек.           |                                                |
| Сумарно време в космоса – 27 денонощия 15 часа 07 мин. 39 сек. |                                                |                                                |                                                |                                                |                                                |                                                |